# 芒特弗農鎮區 (密蘇里州勞倫斯縣)
芒特弗農鎮區（英語：Mount Vernon Township）是位於美國密蘇里州勞倫斯縣的一個行政鎮區。

## 地方資料
芒特弗農鎮區的面積為214.20平方千米，當中陸地面積為213.87平方千米，而水域面積為0.33平方千米。根據2020年美國人口普查的數據，當地共有人口8692人，而人口密度為每平方千米40.58人。